# Ramon Vancell i Trullàs
Ramon Vancell i Trullàs és un polític català.

## Trajectòria
Nascut a Gironella, ha viscut gran part de la seva vida a Sant Joan de Vilatorrada. Anteriorment a la dedicació política, va treballar durant catorze anys a l'empresa Pirelli i al sector carni. Va Pertànyer a l'organització socialista clandestina de Barcelona durant els primers anys setanta. Restablerta la democràcia, va formar part de la Secció de Sant Joan de Vilatorrada (Barcelona) del PSC-PSOE i va esdevenir Secretari d'Organització de la Federació Estatal d'Alimentació i Tabac de la UGT.
Amic d'Ernest Lluch, va ser ell qui va empentar a Ramon Vancell a formar part de les llistes socislistes al Congrés dels Diputats, éssent elegit diputat per la província de Barcelona a les eleccions generals espanyoles de 1982 i a les 1986. Durant el seu mandat va exercir de vocal de la Comissió d'Agricultura, Ramaderia i Pesca del Congrés dels Diputats El 1991 el seu nom va ser relacionat per alguns mitjans en el cas Filesa com a vinculat a la promotora "Olimpic Moll", però no fou pas imputat.
A les eleccions municipals espanyoles de 2003 i 2007 va ser escollit regidor de l'ajuntament de Sant Joan, fent-se càrrec de l'àrea de Seguretat Ciutadana i cinquè tinent d'alcalde de Sant Joan de Vilatorrada.